# Guzej
Guzej je priimek:
- Anton Guzej (*1952), slovenski ekonomist in menedžer
- Cveta Guzej Sabadin, slovenska novinarka
- Franc Guzej (tudi Guzaj) (1839—1880) znameniti razbojnik
- Gustav Guzej (1919—2010), slovenski novinar, politik, urednik, taborniški organizator
- Tine Guzej (1951—2025), novinar, urednik